# Jakhsikhilix
Jakhsikhilix (kazakh: Жақсықылыш; rus: Жаксыкылыш) és un llac salat al Districte d'Aral, província de Khizilordà, Kazakhstan.
A Jakhsikhilix s'extreu sal de taula des de 1925. Actualment, l'empresa Araltuz, amb seu a Khizilordà, porta a terme l'explotació de la sal. Més del 99% de la sal de taula refinada produïda a Kazakhstan s'extreu als llacs salats de Jakhsikhilix, dels quals aproximadament el 66% se n'exporta.

## Geografia
El llac Jakhsikhilix es troba a uns 30 km al nord-est del mar d'Aral a la part occidental de la regió del desert d'Aral Karakum. La serralada de Jakhsikhilix, una cadena muntanyosa d'elevació moderada, limita el llac al nord-oest. Una multitud de llacs més petits i salines s'estenen cap a l'est a la plana contigua. De la mateixa manera que la majoria dels llacs de la regió, Jakhsikhilix és un llac endorreic.
Jakhsikhilix es va veure afectat per la dessecació de la conca del mar d'Aral en les últimes dècades. Actualment la superfície del llac s'ha reduït. El llac és poc profund i només té aigua després del desglaç de les neus a la primavera. Al juliol es converteix en una depressió seca i coberta de sal. El gruix de la capa salina del llac oscil·la entre 1 m i 2 m. La conca del Jakhsikhilix és un pasturatge per al bestiar local durant la primavera, abans que l'herba es marceixi a l'estiu.
|  |